# June Brigman
June Brigman (Atlanta (Georgia), 26 oktober 1960) is een Amerikaans stripauteur en illustrator. Ze is vooral bekend als medebedenker van het superheldenteam Power Pack bij Marvel Comics. Bij Marvel werkte ze tevens mee aan de Spider-Man-strips.
Ze is tekenaar van de krantenstrip Brenda Starr sinds 1996. Ze was ook instructeur op de Joe Kubert School of Cartoon and Graphic Art in Dover, New Jersey sinds 2005.